# Плотина Куробе
Плотина Куробе (яп. 黒部ダム) — арочная плотина переменного радиуса на реке Куробе в префектуре Тояма, Япония. Является самой высокой плотиной в Японии (высота — 186 метров). Построена с 1956 по 1963 год за 51,3 млрд иен. Расположена на знаменитом горном экскурсионном маршруте Tateyama Kurobe Alpine.

## История
В 1951 году для обеспечения электроэнергией региона Кансай была создана компания Kansai Electric Power. В конце 1955 года после проведения геологических и гидрологических исследований реки Куробе и ущелья, было объявлено, что будет построена плотина Куробе. В июле 1956 года строительство плотины было начато. Однако возникли проблемы при транспортировке материала на строительную площадку, так как существовала только одна небольшая железная дорога через узкое ущелье. Поэтому решили построить тоннель Кандэн длиной 5,4 км под горой Татэ, что позволило поставлять из Омати материалы на строительство. Построить тоннель оказалось трудной задачей. В сентябре 1959 года был заложен первый бетон для плотины и в октябре следующего года водохранилище начали заполнять водой.
К январю 1961 года начали функционировать две турбины электростанции мощностью 154 МВт. В августе 1962 года была запущена третья турбина. В июне 1963 года строительство плотины было завершено. В 1973 году была установлена и начала действовать четвёртая турбина, в результате чего производственные мощности электростанции выросли до 335 МВт. Первые две турбины были изготовлены немецкой компанией Voith, а следующие две японской компанией Hitachi. Плотина инициировала разработку линии электропередачи 275kV, что позволило передавать электроэнергию на большие расстояния. Во время строительства плотины погиб 171 человек.

## Характеристика
Плотина Куробе 492 метра в длину, 186 метров в высоту, основание плотины 39,7 метра в ширину, а вершина 8,1 метра в ширину. Плотина содержит 1 582 845 м³ бетона.
Плотина удерживает резервуар воды ёмкостью 199 285 175 м³, из которых 148 843 000 м³ является «полезной» ёмкостью. Резервуар имеет площадь водосбора 188,5 км² и площадь поверхности 3,49 км².
Электростанция плотины находится под землёй и содержит четыре генератора. Габариты электростанции: 117 метров в длину, 33 метра в высоту, 22 метра в ширину. Производственная мощность составляет 335 МВт, а средняя годовая выработка электроэнергии составляет 1 миллиард кВт⋅ч.

## В культуре
- «Солнце над Куробэ» — японский фильм 1968 года.
- Project X — телесериал NHK.
- В аниме-сериале «Kuromukuro» основные события начинаются на исследовательском объекте ООН, расположенном внутри плотины.
- В аниме-сериале «Mono» 9я серия, 1го сезона, почти полностью посвящена дамбе и ее окрестностям, рассказывается о самой дамбе как об одном из основных туристических мест, а так же немного об истории и даются примерные виды.